# Sabotinska cesta

## Zgodovina
Sabotinska cesta je bila zgrajena na osnovi Osimskih sporazumov, ki so bili podpisani 10. novembra 1975 in 6. člena sporazuma o pospeševanju gospodarskega sodelovanja, tako imenovanega Osimskega sporazuma, ki je bil podpisan 10. novembra 1983 v Osimu. V zameno za kasnejšo izgradnjo te ceste so bila že 24.10.1954 iz nekdanje cone A Svobodnega tržaškega ozemlja (ki je pripadla Italiji) izločene Plavje, ki so bile priključene Jugoslaviji.

## Opis
Danes imenovana Briška cesta je regionalna cesta št. 402, ki  se začne v Solkanu, kjer se odcepi od danes glavne ceste št. 103, prečka Sočo z velikim ločnim Solkanskim mostom, se v dveh serpentinah dvigne do državne meje na pobočju Sabotina in v nadaljevanju poteka v zaprtem koridorju preko italijanskega ozemlja. Dolžina koridorja znaša 1600 m. Cesta je v tem delu zgrajena v vkopu in ima na obeh straneh 2 m visoko ograjo z vrati, ki jih vzdržujejo italijanski organi. Ta del ceste je namenjen izključno tranzitnemu prometu in je ustavljanje na njej prepovedano, po tem odseku ne smejo voziti vojaška vozila. Prav tako je prepovedano fotografiranje.
Cesta doseže državno mejo pred naseljem Podsabotin in v nadaljevanju poteka po dolini potoka Pevnica do Huma, kjer se priključi na starejše cestno omrežje. Skupna dolžina novogradnje oziroma rekonstrukcije  je znašala 7,6 km. Cesta je bila odprta junija 1985.
Režim obnašanja na delu koridorja je določal Pravilnik o uporabi Sabotinske ceste, ki je bil objavljen v prilogi Uradnega lista št. 8 - Mednarodne pogodbe , dne 7. oktobra 1983.

## Gradnja
Več manjših mejnih prehodov za obmejni promet v Brdih je imelo neustrezen urnik, ki je ljudem onemogočal normalno povezavo z matično državo oziroma jih silil uporabljati precej daljšo pot po cesti preko Plav in naprej v Novo Gorico, kamor se je večina prebivalcev Brd vozila na delo.
Gradnja se je začela leta 1980 na odseku od meje z Italijo do Podsabotina. Spomladi leta 1982 so bila dela prekinjena zaradi pomanjkanja denarja. Gradnja se je nadaljevala aprila leta 1983. Pri zemeljskih delih je sodelovala tudi inženirska enota Jugoslovanske ljudske armade, ki je skrbela za odstranjevanje neeksplodiranih vojnih sredstev, ki so se nahajala na območju iz časa Soške fronte.
V sklopu gradnje ceste je bilo, poleg Solkanskega mostu, zgrajenih še 10 manjših objektov za premostitev vodotokov, razpetine od 1 do 11 m, izkopanih ali nasutih ve bilo skoraj 400.000 m3 materialov.
Gradnjo sta financirali Jugoslavija in Italija, vsaka za svoj del ceste.